# 이토히키촌
이토히키촌(糸引村)은 효고현 시키사이군·시카마군에 존재했던 촌이다. 1954년에 히메지시와 합병해 소멸하였다.
현재의 이토히키 초등학교 구역에 거의 해당하는 히메지시 남동부에 위치해 있었다.

## 개요
현재의 히메지시 히가시야마, 쓰기, 오쿠야마, 기타하라, 가네다에 해당한다.

## 역사
- 1889년 4월 1일 - 정촌제 시행에 의해 시키사이군 이토히키촌이 성립하였다.
- 1896년 4월 1일 - 군 통합에 의해 시카마군이 성립하여 소속이 변경되었다.
- 1954년 7월 1일 - 오이치촌, 소사촌, 야기촌, 요베촌과 함께 히메지시에 편입되었기 때문에 소멸하였다.